# Chris Lewis
Chris Lewis (n. 9 de marzo de 1957 en Auckland) es un exjugador profesional de tenis de Nueva Zelanda recordado mayormente por haber alcanzado la final del Campeonato de Wimbledon en 1983.
Fue N.º 1 del mundo júnior en 1975 y en su carrera profesional consiguió 3 títulos de ATP en sencillos y 8 en dobles. Su mejor ubicación en el ranking mundial de sencillos fue N.º 19.
En 1983 se convirtió en el 7.º jugador en la historia en llegar a la final de Wimbledon sin estar preclasificado. En semifinales derrotó en 5 sets al sudafricano Kevin Curren y en la final poco pudo hacer ante el estadounidense John McEnroe. Se retiró en 1986 y actualmente es entrenador en los Estados Unidos.

## Torneos de Grand Slam

### Finalista en Individuales (1)
| Año  | Torneo    | Oponente en la final | Resultado   |
| 1983 | Wimbledon | John McEnroe         | 2-6 2-6 2-6 |

## Títulos (11;3+8)

### Individuales (3)
| Leyenda                |
| Grand Slam (0)         |
| Tennis Masters Cup (0) |
| ATP Tour (3)           |

| N.º | Fecha               | Torneo    | Superficie    | Oponente en la final      | Resultado           |
| --- | ------------------- | --------- | ------------- | ------------------------- | ------------------- |
| 1.  | 24 de julio de 1978 | Kitzbuhel | Tierra batida | Vladimir Zednik           | 6-1 6-4 6-0         |
| 2.  | 18 de mayo de 1981  | Múnich    | Tierra batida | Christophe Roger-Vasselin | 4-6 6-2 2-6 6-1 6-1 |
| 3.  | 7 de enero de 1985  | Auckland  | Dura          | Wally Masur               | 7-5 6-0 2-6 6-4     |

### Finalistas de individuales (7)
- 1977: Adelaida (pierde ante Tim Gullikson)
- 1981: Stuttgart Indoor (pierde ante Ivan Lendl)
- 1981: Cincinnati (pierde ante John McEnroe)
- 1981: Brisbane (pierde ante Mark Edmondson)
- 1981: Sídney (pierde ante Tim Wilkison)
- 1982: Hilton Head (pierde ante Van Winitsky)
- 1983: Wimbledon (pierde ante John McEnroe)